# Robin Hodder
Robin Hodder   (1 d'octubre de 1937 - 19 de març de 2006) va ser un jugador d'hoquei sobre herba australià que va competir durant la dècada de 1960.
El 1964 va prendre part en els Jocs Olímpics d'Estiu de Tòquio, on guanyà la medalla de bronze en la competició d'hoquei sobre herba. Jugava de davanter.